# انتخابات استقلال ازبکستان ۱۹۹۱
همه‌پرسی استقلال در جمهوری ازبکستان در ۲۹ دسامبر ۱۹۹۱،  در کنار انتخابات ریاست جمهوری برگزار شد. نتیجه این همه‌پرسی، ۹۸ درصد از رأی دهندگانِ موافق و مشارکت ۹۴ درصدی بود. 

## زمینه
در یک همه‌پرسی در سراسر اتحاد جماهیر شوروی که در ماه مارس برگزار شد، ۹۵ درصد از رای دهندگان در  جمهوری شوروی سوسیالیستی ازبکستان به حفظ اتحاد جماهیر شوروی به عنوان یکی از جمهوری‌های فدرال رأی دادند. در این همه‌پرسی این پرسش مطرح بود: "فدراسیونی از جمهوری‌های مساوی مستقل که در آن حقوق و آزادی یک فرد از هر ملیتی به طور کامل تضمین شود؟". همچنین یک سوال جداگانه فقط در جمهوری شوروی سوسیالیستی ازبکستان پرسیده شد، با ۹۵٪ از رای دهندگان به این پیشنهاد که "این کشور باید بخشی از یک اتحادیه (فدراسیون) تجدید شده به عنوان یک جمهوری مستقل با حقوق برابر باقی بماند" رای مثبت دادند و اینگونه مردم نشان دادند همچنان می‌خواهند بخشی از اتحاد جماهیر شوروی باشند.
با این حال، پس از کودتای مردادماه (اوت)، تصمیم به استقلال گرفته شد.  استقلال متعاقباً در ۳۱ اوت  اعلام شد و اتحاد جماهیر شوروی در ۲۶ دسامبر ۱۹۹۱،  سه روز پیش از همه‌پرسی ، انحلال خود را اعلام کرد.

## نتایج
| انتخاب                 | انتخاب                 | آراء       | ٪      |
| ---------------------- | ---------------------- | ---------- | ------ |
| موافق                  | موافق                  | ۹٬۷۱۸٬۱۵۵  | ۹۸٫۲۶  |
| مخالف                  | مخالف                  | ۱۷۲٬۲۹۴    | ۱٫۷۴   |
| کل                     | کل                     | ۹٬۸۹۰٬۴۴۹  | ۱۰۰٫۰۰ |
|                        |                        |            |        |
| آراء معتبر             | آراء معتبر             | ۹٬۸۹۰٬۴۴۹  | ۹۹٫۹۲  |
| آراء نامعتبر/سفید      | آراء نامعتبر/سفید      | ۸٬۲۵۸      | ۰٫۰۸   |
| کل آراء                | کل آراء                | ۹٬۸۹۸٬۷۰۷  | ۱۰۰٫۰۰ |
| رأی‌دهندگان ثبت‌نام کرده | رأی‌دهندگان ثبت‌نام کرده | ۱۰٬۵۱۵٬۰۶۶ | ۹۴٫۱۴  |
| منبع: Nohlen et al.    |                        |            |        |